# 福建蔓龙胆
福建蔓龙胆（学名：Crawfurdia pricei）为龙胆科蔓龙胆属下的一个种。

## 扩展阅读
- 維基物種上的相關：福建蔓龙胆